# Zoe McLellan
Zoe McLellan (La Jolla, Californië, 6 november 1974) is een Amerikaans actrice.

## Biografie
McLellan startte haar acteercarrière met een aantal gastrollen in televisieseries. In 1996 was ze te zien als Logan St. Clair in de sciencefictionserie Sliders. In 2000, tijdens het zesde seizoen van Star Trek: Voyager speelde ze in twee afleveringen de rol van het Bajoraanse personage Tal Celes en in de periode 2000-2001 was ze te zien in twee afleveringen van The Invisible Man.
In 2000 was ze te zien als Marina Pretensa in de avonturenfilm Dungeons & Dragons.
In de periode van 2001 tot 2005 speelde ze de rol van Jennifer Coates in 63 afleveringen van de televisieserie JAG. Een andere langdurige rol had ze in de serie Dirty Sexy Money, waar ze van 2007 tot 2009 de rol van Lisa George voor haar rekening nam. Eenmalige gastrollen had ze onder meer in Silk Stalkings, House, The Mentalist en The Whole Truth. In 2017 speelde ze de rol van Kendra Daynes in de televisieserie Designated Survivor. Ze speelt nu een hoofdrol in NCIS: New Orleans als Special Agent Meredith Brody.
- Gemeinsame Normdatei: 114316721X
- International Standard Name Identifier: 0000 0003 7744 9933
- Library of Congress Control Number: n2012047308
- Système universitaire de documentation: 236850784
- Virtual International Authority File: 255360528
- WorldCat: E39PBJcWvdP3X48vthP3fgy8G3